# Bamboleho
Bamboleho (a love story) és un curtmetratge espanyol del 2001 dirigit per Luis Prieto Yanguas, guanyadora de nombrosos premis internacionals. És basada en fets reals i inspirada en El baró rampant d'Italo Calvino.

## Sinopsi
Migue ha nascut en un barri marginal de Barcelona. Un dia, després d'una baralla familiar, decideix escapar-se de casa per sempre. Té disset anys i malviu als terrats de la ciutat, amb el seu amic, Ahmed, un jove immigrant il·legal d'origen magrebí, i amb la seva xicota Mara, desitjosa de viure sensacions noves. Un dia es veuran immersos en els foscos negocis de l'hampa quan roben a un traficant un maó de haixix. Mentre Migue i Mara fan l'amor al terrat, i a partir de llavors, els fets se succeeixen de manera vertiginosa, cap a un desenllaç fatal.

## Repartiment
- Eloi Yebra: Migue
- Alícia Gorina: Mara
- Hafid Abou El Hakan: Ahmed

## Premis i nominacions
Fou nominat al Goya al millor curtmetratge de ficció. Tot i que no el va guanyar va guanyar el primer premi al Festival de Cinema de l'Alfàs del Pi, el premi del jurat al Festival de Cinema de Tribeca i una menció especial en la 58a Mostra Internacional de Cinema de Venècia, entre d'altres.